# New Athens (Illinois)
New Athens és una població dels Estats Units a l'estat d'Illinois. Segons el cens del 2000 tenia 1.981 habitants.

## Demografia
Segons el cens del 2000, New Athens tenia 1.981 habitants, 774 habitatges, i 541 famílies. La densitat de població era de 442,1 habitants/km².
Dels 774 habitatges en un 33,6% hi vivien nens de menys de 18 anys, en un 55,7% hi vivien parelles casades, en un 10,3% dones solteres, i en un 30,1% no eren unitats familiars. En el 26% dels habitatges hi vivien persones soles el 15,1% de les quals corresponia a persones de 65 anys o més que vivien soles. El nombre mitjà de persones vivint en cada habitatge era de 2,49 i el nombre mitjà de persones que vivien en cada família era de 3.
Per edats la població es repartia de la següent manera: un 23,9% tenia menys de 18 anys, un 9,3% entre 18 i 24, un 28,9% entre 25 i 44, un 20,7% de 45 a 60 i un 17,2% 65 anys o més.
L'edat mediana era de 38 anys. Per cada 100 dones de 18 o més anys hi havia 83,5 homes.
La renda mediana per habitatge era de 39.625 $ i la renda mediana per família de 49.236 $. Els homes tenien una renda mediana de 36.307 $ mentre que les dones 22.462 $. La renda per capita de la població era de 17.627 $. Aproximadament el 6,8% de les famílies i el 8,4% de la població estaven per davall del llindar de pobresa.

## Poblacions properes
El següent diagrama mostra les poblacions més properes.